# Peyrins
Peyrins ist eine französische Gemeinde mit 2630 Einwohnern (Stand 1. Januar 2022) im Département Drôme in der Region Auvergne-Rhône-Alpes; sie gehört zum Arrondissement Valence und zum Kanton Romans-sur-Isère.

## Geschichte
Frühere Schreibweisen des Ortsnamens waren: Pairanium (11. Jahrhundert), Pairinum (13. Jahrhundert), Payranum/Payrinum (15. Jahrhundert)

## Bevölkerung
| Jahr                       | 1911 | 1962 | 1968 | 1975 | 1982 | 1990 | 1999 | 2009 | 2016 |
| -------------------------- | ---- | ---- | ---- | ---- | ---- | ---- | ---- | ---- | ---- |
| Einwohner                  | 1346 | 1286 | 1302 | 1652 | 1882 | 2055 | 2309 | 2553 | 2802 |
| Quellen: Cassini und INSEE |      |      |      |      |      |      |      |      |      |

## Sehenswürdigkeiten
- Die Ruinen des Château du Roux auf einem Felsen oberhalb des Ortes, 1580 zerstört
- Das Schloss Le Gâtelet (17. Jahrhundert), Privatbesitz
- Das Schloss Sallemard, das König Heinrich IV. 1606 Soffrey de Salignon für seine Mitwirkung am Edikt von Nantes 1598 schenkte.
- La Mèche, ein befestigtes Haus aus dem 17. Jahrhundert
- Die Kirche Saint-Ange (Monument historique) im gleichnamigen Ortsteil
- Die Kapelle Saint-Roch
- Die Motte auf einem natürlichen Sandstein-Hügel

## Persönlichkeiten
- Nathalie Arthaud (* 1970), Sprecherin der trotzkistischen Linkspartei Lutte Ouvrière